# George Joye
George Joye (időnként Joy vagy Jaye) (1495 körül Renhold, Bedfordshire, Anglia – 1553 Renhold, Bedfordshire, Anglia) 16. századi protestáns Bibliafordító, aki az Ószövetség könyvei közül számosat elsőként jelentetett meg angolul nyomtatásban (1530-1534). Az ő nevéhez fűződik az első angol nyelvű protestáns imakönyv megjelenése is (1529).

## Élete
Cambridge-ben végezte egyetemi tanulmányait, ahol 1515-ben katolikus pappá szentelték. 1517-ben megszerezte a mesteri fokozatot, és a Peterhouse tanárává választották, mint “inceptor in arte.” 1525-ben megszerezte a teológiai diplomát is. Cambridge-i tartózkodása idején ismerkedett meg Luther tanaival, és a későbbi angol reformáció számos vezető személyiségével. 1527-ben, amikor eretnekség vádjával feljelentették Wolsey bíborosnál, elhagyta Angliát.
Legkésőbb 1528 körül Antwerpenben telepedik le, ahol már jelentős emigráns protestáns angol kolónia van. (például William Tyndale, Thomas Hitton, Robert Barnes, William Roye és Myles Coverdale). Fordításból, illetve nyomdászok számára végzett korrektúrából tartja el magát és családját (időközben megnősült, és egy szintén George nevű fiúgyermekéről van tudomásunk). Emellett megjelentek önálló, vallásos témájú illetve apologetikai munkái is.
Első műve, egy imádságoskönyv nem maradt fenn, csak korabeli forrásokból (például Morus Tamás) van róla tudomásunk (1529). Ez volt az első angol nyelvű protestáns imádságoskönyv (ún. Primer). A könyv többek között kb. 30 zsoltárnak az angol nyelvű fordítását is tartalmazta. A második, javított kiadás 1530-ban látott napvilágot Ortolus animae. The garden of the soule (A lélek kertje) címmel, és egyetlen fennmaradt példánya a British Library-ben található.
Később megjelentette a teljes  Zsoltárok könyvének angol nyelvű fordítását három különböző fordításban (1530, 1533, 1534) valamint Izajiás könyvének (1531), a Példabeszédek könyvének és a Prédikátor könyvének (1532 körül), Jeremiás könyvének és Jeremiás siralmainak az angol nyelvű fordítását. Ezek a fordítások Biblia ezen könyveinek az első nyomtatott angol nyelvű fordításai voltak.
1534-ben Joye Tyndale-lel került összetűzésbe, mert Tyndale Újszövetség-fordításának egyik kiadásában Tyndale által kifogásolt változtatásokat eszközölt (többek között huszonkét helyen a "resurreccion" (föltámadás) szót "the lyfe after this" (túlvilági élet) kifejezésre cserélte ki, mert Zwingli és Melanchthon tanítása alapján úgy tartotta, hogy azokon a helyeken a bibliai szöveg a lélek halhatatlanságára vonatkozik, és nem a test szerinti feltámadásra. Ugyanakkor azon a több mint 150 helyen, ahol egyetértett Tyndale-lel abban, hogy a kérdéses szó ott valóban a test feltámadását jelenti, megtartotta a "resurreccion" szót. Tyndale azonban a saját kiadásában megvádolta Joye-t azzal, hogy nem hisz a test föltámadásában. A hamis vádak alól való tisztázásra Joye 1535. február 27-én egy Apológiát jelentetett meg.
William Tyndale letartóztatása után (1535. április), Joye Calais-n keresztül Angliába menekül, ahol akkor Cromwell hatására VIII. Henrik angol király engedményeket tett a protestánsok részére. 1540 körül azonban neki is újra el kellett hagynia Angliát, és újfent Antwerpenben telepedett le. Második emigrációja idején főleg hitvitákba kapcsolódik be (például a papok nősülése érdekében). Henrik 1547-ben bekövetkezett halála után Joye visszatért Angliába. 1548-ban Andreas Osiander egyik könyvének angol fordítását jelentette meg, amiben a világ végét 1585 és 1625 közöttre teszi. 1549-ben Joye vitába szállt John Foxe protestáns szerzővel a házasságtörők büntetésének kérdésében. Szülőföldjén halt meg 1553-ban.

## Munkái
- (elveszett imádságoskönyv) (Antwerpen?, 1529)
- Ortulus anime. The garden of the soule: or the englisshe primers, Argentine: Francis Foxe (vere  Antwerpen: Merten de Keyser), 1530
- The Prophete Isaye, Straszburg: Balthassar Beckenth (vere Antwerp: Merten de Keyser), 10 May 1531
- The letters which IOHAN ASHWELL Priour of Newnham Abbey besids Bedforde/ sente secretly to the Bishop of Lyncolne/ in the yeare of our Lorde M.D.xvij. Where in the sayde priour accuseth George Joye that tyme being felawe of Peter college in Cambridge/ of fower opinions: with the answer of the sayed George vn to the same opinions, Straszburg (vere Antwerpen: Merten de Keyser), 10 June 1531
- The souper of the Lorde: wher vnto, that thou mayst be the better prepared and suerlyer enstructed: haue here firste the declaracion of the later parte of the .6. ca. of S. Johan, beginninge at the letter C. the fowerth lyne before the crosse, at these wordis: merely were. &c wheryn incidently M. Moris letter agenst Johan Frythe is confuted, Nornburg: Niclas twonson (vere Antwerpen), 5 April 1533
- The Subuersion of Moris false foundacion: where upon he sweteth to set faste and shoue vnder his shameles shoris/ to vnderproppe the popis chirche: Made by George Ioye, Emdon: Jacob Aurik (vere Antwerpen: Catharine van Ruremund), 1534
- Ieremy the Prophete/ translated into Englisshe: by George Ioye: some tyme felowe of Peter College in Cambridge. The songe of Moses is added in the ende to magnif ye our Lorde for the fallof our Pharao the Bisshop of Rome, (Catharine van Ruremund), Anno. M.D. and .xxxiiii. in the monthe of Maye
- Dauids Psalter/ diligently and faithfully translated by George Ioye/ with breif Arguments before euery Psalme/ declaringe the effect therof, [Antwepen:] Martyne Emperowr (=Merten de Kesyer), 1534
- An Apologye made by George Ioye to satisfye (if it maye be) w. Tindale: to pourge & defende himself ageinst so many sclaunderouse lyes fayned upon him in Tindals uncheritable and unsober Pystle so well worthye to be prefixed for the Reader to induce him into the understaning of hys new Testament diligently corrected & printed in the yeare of oure lorde .M. CCCCC. and xxxiiij. in Nouember.,  (Antwerpen?), February 27, 1535.
- A compendyouse Somme of the very Christen relygyon: gathered faythfully out of the holy scripture: necessary for all them that rede the olde and new Testament[…] Translated by George Ioye the yere of our lorde. M.D. xxxv. In Septembre,  London: John Bydell, 1535
- A frutefull treatis of Baptyme and the Lordis Souper/ of the vse and effect of them/ of the worthey and vnworthy receyuers of the Souper/ necessary to be knowne of all Christen men/ which yerely receyue the Sacrament, Grunning (vere Antwerp: Catharine van Ruremund), 27 April 1541.
- A very godly defense/ full of lerning/ defending the mariage of Preistes/ gathered by Philip Melanchthon/ & sent vnto the kyng of Englond/ Henry the aight/ tra[n]slated out of latyne into englisshe/ by lewes beuchame, the yere of the Lorde.M.CCCCC.XLI. in Auguste, Lipse: Ubryght Hoff (vere Antwerpen: Catharine van Ruremund)
- The defense of the Mariage of Preistes: agenst Steuen Gardiner, Iames Sawtry (vere Antwerpen: Catharine van Ruremund), August 1541.
- The exposicion of Daniel the Prophete gathered oute of Philip Melanchton/ Johan Ecolampadius/ Conrade Pellicane & out of Johan Draconite. &c. By George Joye. A prophecye diligently to be noted of al Emprowrs & kinges in these laste dayes, Geneue: G.J. (vere Antwerpen, Catharine van Ruremund), 1545
- A contrarye (to a certayne manis) Consultacion: That Adulterers ought to be punyshed wyth deathe. With the solucions of his argumentes for the contrarye, (London:) George Joye, 1549

## Külső hivatkozások
- George Joye, a Son of Renhold, (c.1492-1553); author of the first Prayer Book printed in English and of the first English Psalter
- Juhász Gergely honlapja a Tyndale-Joye vita kutatásáról